# Rock chileno
O termo rock chileno faz atribuição à música rock e a seus sub-gêneros correspondentes, tendo sido criada e produzida no Chile. O rock chileno é habitualmente cantado em espanhol.
O rock no Chile começou a ser interpretado no final da década de 1950, por bandas dedicadas a imitar os sucessos internacionais provenientes do rock and roll estadunidense; em inglês, por meio de traduções para o espanhol; este fato ficou conhecido como nueva ola chilena.
Durante a segunda metade da década de 1960, e após o sucesso do rock and roll, nasce no Chile a fusão latino-americana, gênero que fundiu os ritmos latinos e a música rock.
Na década de 1970 houve uma deterioração da cena chilena de música rock, por causa da repressão exercida pela ditadura militar no Chile de 1973 a 1990, proibindo todos os tipos de manifestações da música rock, considerando-as de contestadoras e liberais; provocando assim a deterioração da indústria musical chilena.
A década de 1980 marcou o renascimento da cena chilena de rock, caracterizando-se desde a sua sofisticação na música, quanto a abertura de várias bandas no mercado internacional, e uma grande expansão dos subgêneros derivados do rock.